# Сан Пиетро ин Кариано
Сан Пиѐтро ин Кариа̀но (на италиански: San Pietro in Cariano; на венециански: San Piero in Carian, Сан Пиеро ин Кариан) е град и община в Северна Италия, провинция Верона, регион Венето. Разположен е на 151 m надморска височина. Населението на общината е 12 870 души (към 2016 г.).